# دوكساتو
دوكساتون (Δοξάτον) هي مدينة في دراما في مقاطعة فوريا إلادا في اليونان.
يبلغ عدد سكانها حوالي 3514 نسمة.